# Foufouilloux
Le Foufouilloux est un ruisseau français qui coule dans le département du Cantal. Il prend sa source dans les monts du Cantal et se jette dans l’Alagnon en rive gauche. C’est donc un sous-affluent de l’Allier puis de la Loire.

## Géographie
De 4,3 km de longueur, le Foufouilloux coule globalement de l'ouest vers l'est.

### Communes traversées
Dans le seul département du Cantal, le ruisseau de Foufouilloux traverse les trois communes suivantes dans le sens amont vers aval : Murat (source), Virargues, La Chapelle-d'Alagnon (confluence).